# Alexis Hernández
Alexis Hernández (Lima, 20 de diciembre de 1984) es un motociclista y piloto de cuatrimotos peruano, ha sido múltiple campeón de torneos nacionales de motociclismo en diferentes modalidades. Participó en ediciones del Dakar Series. Debutó en el Rally Dakar 2013 en la categoría cuatrimotos.

## Palmarés

### Campeonatos Nacionales
- 2000: Subcampeón Nacional de Moto Rally
- 2000: Campeón Nacional de Moto Enduro
- 2001: Subcampeón Nacional de Moto Enduro
- 2001: Campeón Nacional de Moto Rally
- 2002: Subcampeón Nacional de Moto Rally
- 2002: Campeón Nacional de Moto Enduro
- 2010: Subcampeón Nacional Enduro - Categoría Expertos
- 2011: Campeón Quadcross - Categoría Expertos Asia
- 2011: Campeón Nacional Quadcross - Categoría Expertos
- 2011: Campeón Nacional Enduro - Categoría Expertos

### Dakar Series
- 2012: Dakar Series Desafío Litoral. Ganador del Dakar Challenge.
- 2014: 2.º puesto en el Campeonato Sudamericano de Rally Cross Country.
- 2014: 2.º puesto Campeonato Dakar Series Sudamérica.
- 2015: 6.º puesto en el Dakar Series Desafío Ruta 40 (Ganador de una etapa).

### Rally Dakar
Cuatrimotos
- 2013: (289). Abandonó en la séptima etapa por problemas mecánicos.
- 2014: (262). Terminó la competencia en el puesto catorce.
- 2016: (265). Ganó la quinta etapa de la competencia (Jujuy - Uyuni). Se ubicó en octavo lugar en la clasificación final.
- 2018: (248). Finalizó en quinto lugar.